# Belvosia tibialis
Belvosia tibialis là một loài ruồi trong họ Tachinidae.